# Walking on the Chinese Wall
Walking on the Chinese Wall è un brano musicale del cantante statunitense Philip Bailey, pubblicato come terzo singolo estratto dal suo studio album Chinese Wall del 1984, di cui è anche il singolo. Il brano è stato prodotto da Phil Collins, che partecipa anche suonando la batteria e contribuendo ai cori. È stato successivamente incluso da Collins in Plays Well with Others, pubblicato nel 2018.
Il brano, scritto da Roxanne Seeman e Billie Hughes, si ispira al romanzo cinese Il sogno della camera rossa (紅樓夢, Hónglóumèng), alla filosofia cinese e al libro dei mutamenti (I Ching).
Il singolo è stato pubblicato nel maggio 1985 dalla Columbia Records. Ha raggiunto la 46 posizione nella classifica Billboard Hot 100. Il brano ha ricevuto una significativa diffusione radiofonica anche a livello internazionale, entrando in classifica in vari paesi europei, in Australia e Nuova Zelanda.

## Contesto

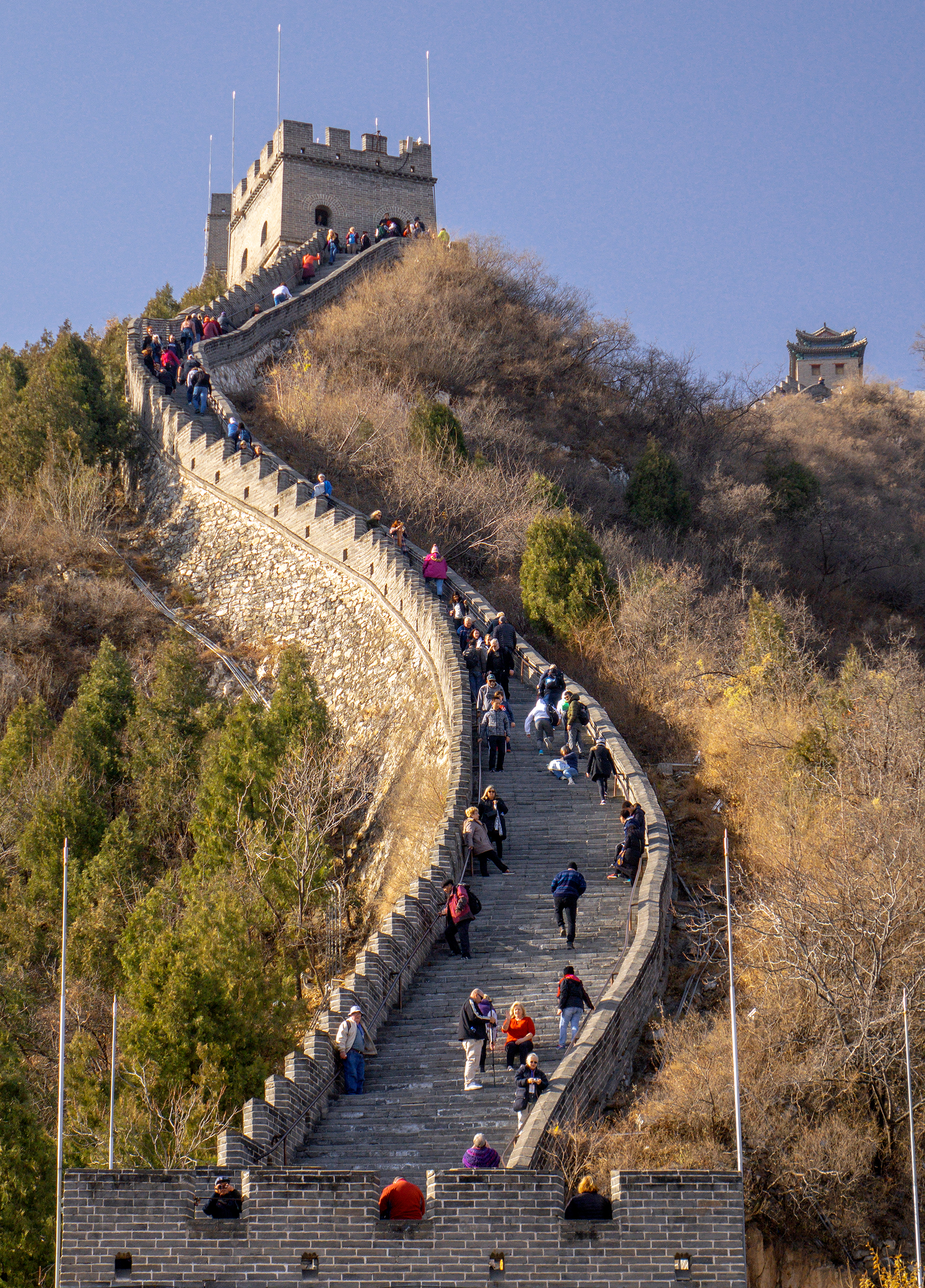
La Porta di Juyongguan della Grande Muraglia Cinese

Nel 1982, dopo aver studiato arti e letteratura cinese alla Columbia University, Roxanne Seeman intraprese un viaggio in Cina, durante il quale percorse il tratto settentrionale del Passo Juyongguan della Grande Muraglia, nei pressi di Pechino. Tornata a Los Angeles, incontrò Billie Hughes, artista discografico che stava scrivendo brani per i propri album. I due iniziarono avviarono una vera e propria collaborazione professionale.
Alla domanda su come fu scelto il titolo dell’album, Bailey raccontò:
(Philip Bailey)

## Recensioni
Il brano ha ricevuto ampi consensi da parte della critica musicale. Scrivendo per The Voice, il giornalista Nelson George ha elogiato la canzone nella sua recensione dell’album, definendola «il fulcro del disco... ispirata a un passaggio de Il sogno della camera rossa, romanzo cinese del XVIII secolo». George ha descritto le immagini evocate dal testo come «esotiche e aggraziate».
George ha inoltre sottolineato la fusione tra «le chitarre acustiche ed elettriche di Daryl Stuermer, le tastiere di Lesette Wilson e i Phenix Horns». Riguardo all’interpretazione vocale, ha scritto: «Bailey utilizza il suo falsetto celestiale in contrasto con il suo timbro da baritono per una miscela di meditazione filosofica».
La rivista Playboy ha definito la canzone «la miglior collaborazione dei due Phil [Bailey e Collins] sull’intero album, che – credeteci – suona come Earth, Wind & Fire e Genesis in un solo brano».
Joe Brown del Washington Post ha scritto: «Il falsetto di Bailey si libra in modo etereo sopra il brillante muro sonoro di percussioni esotiche creato da Collins», definendo il brano «ultraterreno».
Il Gavin Report ha incluso Walking on the Chinese Wall tra le scelte personali di Dave Sholin il 15 marzo 1985, scrivendo: «dimenticate la musica standardizzata: qui c’è qualcosa di totalmente nuovo. Il brano che dà il titolo all’album di Bailey ha un po’ di tutto per tutti. L’influenza di Phil Collins come produttore è evidente e inconfondibile».
La rivista Cashbox ha descritto la canzone come «un brano dal groove lento che porta tutti i tratti distintivi dell’abilità di Collins. Suono di batteria potente, fiati incisivi e una melodia ariosa nel ritornello contribuiscono a questa gemma...voce e arrangiamento maestosi».
Tom McCarthey del Salt Lake Tribune ha affermato: «È Walking on the Chinese Wall che emerge su tutto il resto...fiati, voce soul, ricche trame strumentali e un’atmosfera orientale che lo rendono un successo».
Billboard ha scritto che Bailey ricorda Van Morrison. John Griffin del Montreal Gazette ha lodato la canzone per «l’enorme talento vocale di Bailey». Paul Sexton di Record Mirror ha descritto il brano come «profondamente radicato nel rock... con numerosi elementi tipici di Collins».
William Ruhlmann di AllMusic ha affermato che il brano «rappresenta al meglio la capacità di Bailey di affrontare diversi stili, dalle ballate ai brani dance elettronici, grazie al suo falsetto elastico».
Lou Papineau del Boston Globe ha definito Walking on the Chinese Wall un brano «atmosferico». Volker Thormaehlen dell’emittente tedesca NDR Hamburg ha predetto che il singolo sarebbe stato un «successo sicuro», nell’aprile del 1985. La rivista Music & Media ha inserito il videoclip del brano tra i video più trasmessi nella classifica del 13 maggio 1985.
Eric Schafer del Press & Sun-Bulletin ha elogiato l’interpretazione emotiva di Bailey, scrivendo: «Sa dipingere immagini mozzafiato con la sua voce... le parole scorrono come colori meravigliosi».

## Videoclip
Il videoclip di Walking on the Chinese Wall è stato diretto da Duncan Gibbins e prodotto da Beth Broday e Steven Buck. Le riprese si sono svolte nei Monti Santa Monica, in California, nel tentativo di evocare il «mistero naturale e la bellezza antica della campagna cinese».

## Formazione
- Philip Bailey – voce solista e cori
- Phil Collins – tastiere, batteria, LinnDrum, cori
- Lesette Wilson – tastiere
- Daryl Stuermer – chitarre
- Nathan East – basso
- Josie James – cori
- The Phenix Horns – fiati
  - Don Myrick – sassofono
  - Louis Satterfield – trombone
  - Rahmlee Michael Davis – tromba
  - Michael Harris – tromba
- Tom Tom 84 – arrangiamento dei fiati

## Produzione
- Phil Collins – produttore
- George Massenburg – mix
- Tony Lane, Nancy Donald – direzione artistica e design
- Ellen Land-Weber, Randee St. Nicholas – fotografia